# Fredrik Semb Berge
Pour les articles homonymes, voir Berge (homonymie).
Fredrik Semb Berge est un footballeur norvégien, né le 6 février 1990 à Skien. Il évolue au poste de défenseur central.

## Palmarès
- ODD Grenland
  - Champion de deuxième division norvégienne en 2008.

## Statistiques
| Saison | Club         | Pays         | Championnat        | Coupes nationales | Coupes d'Europe | Norvège  |
| ------ | ------------ | ------------ | ------------------ | ----------------- | --------------- | -------- |
| 2008   | ODD Grenland | Adeccoligaen | 3 matchs           | ?                 | -               | -        |
| 2009   | ODD Grenland | Tippeligaen  | 5 matchs           | ?                 | -               | -        |
| 2010   | ODD Grenland | Tippeligaen  | 20 matchs / 2 buts | ?                 | -               | -        |
| 2011   | ODD Grenland | Tippeligaen  | 12 matchs          | ?                 | -               | -        |
| 2012   | ODD Grenland | Tippeligaen  | 21 matchs / 1 but  | 2 matchs          | -               | -        |
| 2013   | ODD Grenland | Tippeligaen  | 5 matchs           | -                 | -               | 2 matchs |

Dernière mise à jour le 1er mai 2013